# برايان كيندال
برايان كيندال (بالإنجليزية: Brian Kendall) (20 مارس 1947 - 1 مايو 1998 ببريزبان في أستراليا) هو ملاكم نيوزلندي.